# Sachy
Sachy település Franciaországban, Ardennes megyében. Lakosainak száma 178 fő (2022. január 1.). Sachy Escombres-et-le-Chesnois, Messincourt, Osnes, Pouru-Saint-Remy és Tétaigne községekkel határos.

## Népesség
A település népessége az elmúlt években az alábbi módon változott: